# Georges C. Anawati
Georges Chehata Anawati (* 6. Juni 1905 in Alexandria; † 28. Januar 1994 in Kairo) war ein ägyptischer Dominikaner, Priester und Islamwissenschaftler sowie Avicenna-Forscher.

## Leben

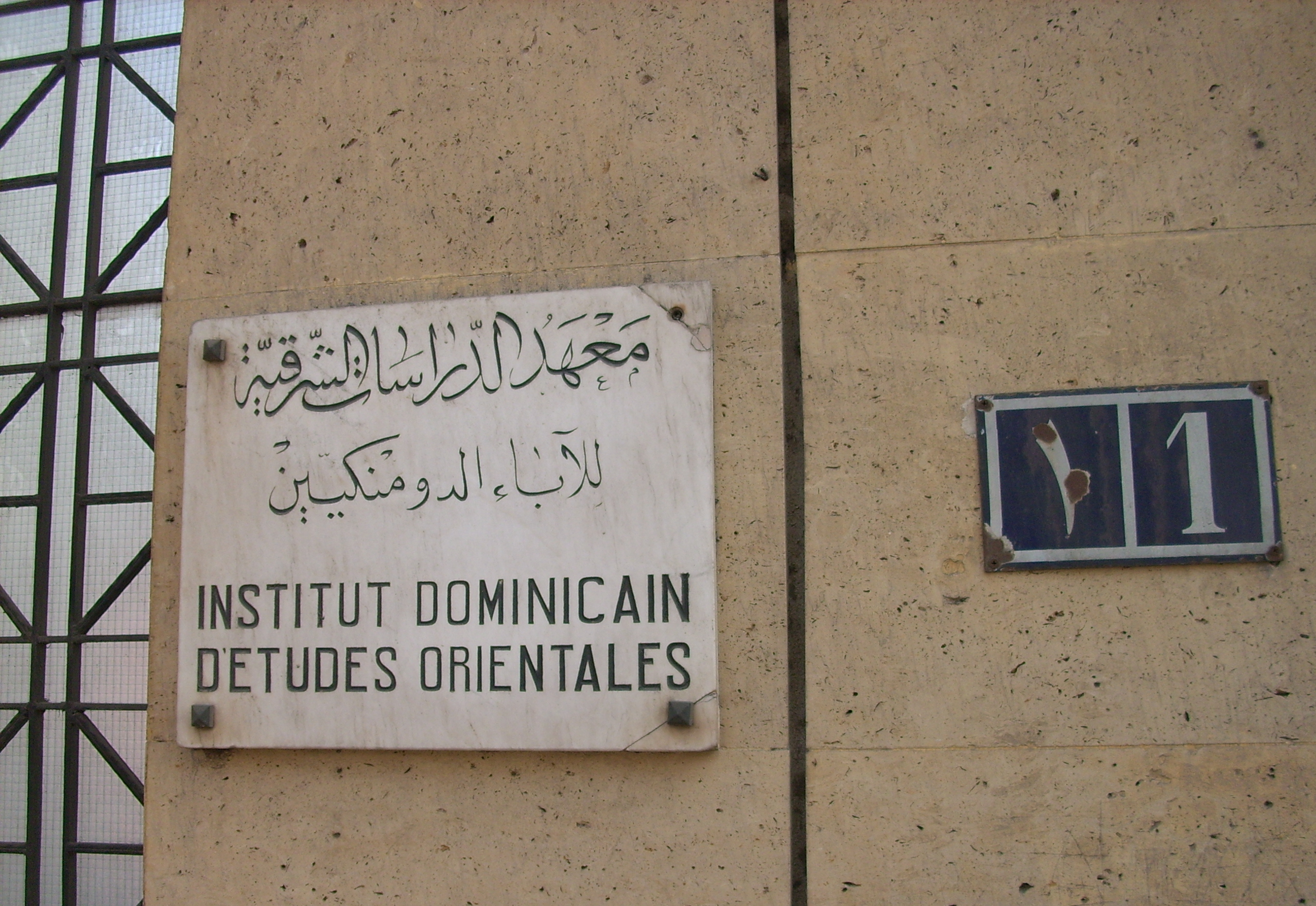
I.D.E.O.

Nach einer Ausbildung bei den Schulbrüdern vollzog Georges C. Anawati mit 16 Jahren den Übertritt von der Griechisch-orthodoxen Kirche zur Römisch-katholischen Kirche. Nach einem Studium der Pharmazie an der Université Saint-Joseph in Beirut trat er im Jahre 1943 ins Noviziat der französischen Dominikanerprovinz ein. 1939 empfing er die Priesterweihe. Er widmete sich mehrere Jahre den Studien der klassischen arabischen Literatur am Institut des Langues Orientales der Universität Algier. 1944 nach Kairo zurückgekehrt, begann er in den Folgejahren zusammen mit Serge de Beaurecueil und Jacques Jomier mit den Gründungsarbeiten für das 1953 eröffnete Institut dominicain d’études orientales (I.D.E.O.), das sich der Islamwissenschaft und dem Anliegen des islamisch-christlichen Dialoges widmet. Bis zu seinem Tode hat er von diesem Zentrum seines Ordens für das Studium des Islam und die Förderung des christlich-islamischen Dialogs aus in Kairo, Ägypten und weltweit gewirkt. Seit 1951 war er Mitglied des Institut d’Égypte, 1978 wurde er zum Doktor h. c. der Universität Löwen, 1984 zum Doktor h. c. der Katholischen Universität von Amerika ernannt.
Georges Anawati starb am 28. Januar 1994 in Kairo, am Festtag seines verehrten Lehrers Thomas von Aquin.

## Leistungen
Jahrzehntelang war er Mitarbeiter und Ratgeber in verschiedenen päpstlichen Gremien für den Dialog zwischen Kultur und Religion und für den interreligiösen Dialog. Er hatte entscheidenden Einfluss auf die  Erklärung des Zweiten Vatikanischen Konzils „Nostra Aetate“ über das Verhältnis der katholischen Kirche zu den nichtchristlichen Religionen.
Er öffnete die Türen für die Begegnung mit den Muslimen, weil er überzeugt war, dass Christen und Muslime nur gemeinsam die Zukunft gestalten können. 1965 gründete Papst Paul VI. das Sekretariat für Nichtchristen und Anawati gehörte zu den ersten Beratern. In diesem Sekretariat wurde auch die Erklärung „Nostra Aetate“ des II. Vatikanischen Konzils entworfen. Er war ebenfalls 12 Jahre Berater im Päpstlichen Rat für Kultur.
Anawati verfasste 26 Bücher und über 350 Artikel: arabische Originaltexte der islamischen Naturwissenschaft und Philosophie, Monographien zur Philosophie und Mystik des Islam und ihrer Beeinflussung durch die altgriechische Philosophie, umfassende bibliographische Überblicke, Studien zur Geschichte und heutigen Standortbestimmung der kulturellen und religiösen Beziehungen zwischen Christen und Muslimen.

## Georges-Anawati-Stiftung
Seit dem Jahr 2000 hat sich die Georges-Anawati-Stiftung die Aufgabe gesetzt, die Begegnung von Menschen christlicher und islamischer Traditionen zu fördern. Damit wird das Anliegen Anawatis in Deutschland fortgeführt.

## Schriften (Auswahl)
- Essai de bibliographie avicenniene. Le Caire 1950.
- Avicenne et l’alchimie. In: Oriente e Occidente nel Medioevo: Filosofia e Scienze. Rom 1971 (= Accademia Nazionale dei Lincei. Fondazione Alessandro Volta. Atti dei Convegni 13: Convegno Internationale 9–15 Aprile 1969), S. 285–341.
- Psychologie Avicennienne et psychologie de S. Thomas: Étude comparée. In: B. Köpeczi, J. Harmatta (Hrsg.): Actes du colloque sur Avicenne. Budapest le 3 septembre 1980. Budapest 1984 (= Acta Antiqua Academiae Scientiarum Hungaricae. Band 29), S. 13–32.
- Ich liebe die Muslime, weil sie Gott lieben. Aufforderungen zum Dialog (= Schriftenreihe der Georges-Anawati-Stiftung. Bd. 11). Übersetzt und herausgegeben von Hoda Issa. Herder, Freiburg im Breisgau 2014, ISBN 978-3-451-33338-5.